# Premierzy Saint Kitts i Nevis

## Kolonia (1960–67)
| # | Prezydent                             | Portret | Kadencja        | Kadencja       | Partia polityczna | Partia polityczna |
| # | Prezydent                             | Portret | Od              | Do             | Partia polityczna | Partia polityczna |
| - | ------------------------------------- | ------- | --------------- | -------------- | ----------------- | ----------------- |
| 1 | Paul Southwell (1913–1979)            |         | 1 stycznia 1960 | lipiec 1966    |                   | SKNLP             |
| 2 | Robert Llewellyn Bradshaw (1916–1978) |         | lipec 1966      | 27 lutego 1967 |                   | SKNLP             |

## Autonomia (1967–83)
| # | Prezydent                             | Portret | Kadencja       | Kadencja         | Partia polityczna | Partia polityczna |
| # | Prezydent                             | Portret | Od             | Do               | Partia polityczna | Partia polityczna |
| - | ------------------------------------- | ------- | -------------- | ---------------- | ----------------- | ----------------- |
| 1 | Robert Llewellyn Bradshaw (1916–1978) |         | 27 lutego 1967 | 23 maja 1978     |                   | SKNLP             |
| 2 | Paul Southwell (1913–1979)            |         | 23 maja 1978   | 18 maja 1979     |                   | SKNLP             |
| 3 | Lee Moore (1939–2000)                 |         | 20 maja 1979   | 21 lutego 1980   |                   | SKNLP             |
| 4 | Kennedy Simonds (ur. 1936)            |         | 21 lutego 1980 | 19 września 1983 |                   | PAM               |

## Niepodległe państwo (od 1983)
| # | Prezydent                  | Portret | Kadencja         | Kadencja        | Partia polityczna | Partia polityczna |
| # | Prezydent                  | Portret | Od               | Do              | Partia polityczna | Partia polityczna |
| - | -------------------------- | ------- | ---------------- | --------------- | ----------------- | ----------------- |
| 1 | Kennedy Simonds (ur. 1936) |         | 19 września 1983 | 7 lipca 1995    |                   | PAM               |
| 2 | Denzil Douglas (ur. 1953)  |         | 7 lipca 1995     | 18 lutego 2015  |                   | SKNLP             |
| 3 | Timothy Harris (ur. 1964)  |         | 18 lutego 2015   | 6 sierpnia 2022 |                   | PLP               |
| 4 | Terrance Drew (ur. 1976)   |         | 6 sierpnia 2022  | nadal           |                   | SKNLP             |